# Древняя великая ложа Англии
Древняя великая ложа Англии (англ. Antient Grand Lodge of England) (ДВЛА), или известная сегодня как: Великая ложа самого древнего и почетного братства вольных и принятых каменщиков (согласно Старым конституциям, предоставленным Его Королевским Высочеством принцем Эдвином, в Йорке, Anno Domini, девятьсот и двадцать шесть, а в год масонства четыре тысячи девятьсот и двадцать шесть), как они сами себя описывали на своих ордерах. ДВЛА была соперницей Первой великой ложи Англии, и просуществовала с 1751 по 1813 годы, до момента создания Объединенной великой ложи Англии в 1813 году из двух великих лож («Современных» и «Древних»). Их называли «Древними», в отличие от «Современных», изначальной великой ложи, которая отошла от ритуала Шотландии, Ирландии и «Древней великой ложи». ДВЛА также неофициально называлась Великой ложей Атолла, поскольку третий и четвертый герцоги Атоллы возглавляли великую ложу как великие мастера половину её 62-летнего существования.
Некоторая путаница проистекает и из исторических документов «Древних». На их печати написано: Великая ложа в Лондоне вольных и принятых каменщиков согласно старым уложениям, в то время как в их масонских свидетельствах, выданных новым членам, они называли себя: Великой ложей вольных и принятых каменщиков Англии в соответствии со старыми конституциями.

## История
С 1721 года Великая ложа Лондона и Вестминстера, которая была сформирована в Лондоне в 1717 году, и вскоре распространившаяся на остальную часть Англии и Уэльса, и за её пределами, начала проводить политику собственного продвижения и расширения, которая не всегда хорошо сочеталась со старыми масонскими правилами. Они отказались от старого способа «рисования» табеля мелом (стирающийся шваброй) в пользу ленты и переносных металлических букв.
В 1735 году они отказали в приёме мастеру и смотрителю ирландской ложи, которые утверждали, что они являются депутатами лорда Кингстона, тогдашнего великого мастера Великой ложи Ирландии и бывшего великого мастера Великой ложи Англии (ВЛА). Ирландским масонам было предложено пройти приём, если они согласны с английской конституцией, которую они не принимали. В 1730-х годах ВЛА изменила свой ритуал, чтобы опережать разоблачения бывших членов лож. В течение этого периода Лондон поглотил многих экономических мигрантов из Ирландии. Те, кто уже был каменщиками, часто отталкивались от изменений, внесённых ВЛА, и либо открывали свои собственные ложи, либо присоединялись к одной из многочисленных неаффилированных лож в столице. В 1751 году пять из них, и шестая, которая только что была создана, объединились, чтобы сформировать конкурирующую великую ложу, которая быстро стала зонтичной организацией для других неаффилированных лож в Англии.
Этот успех следует рассматривать как триумф энергии, остроумия и явной воинственности их второго великого секретаря Лоуренса Дермотта. Большая часть того, что мы знаем о нём, происходит из протоколов великой ложи и из его книги конституций. Великий комитет встречался в первую среду каждого месяца, а 5 февраля 1752 года Дермотт заменил Джона Моргана на должности великого секретаря. В следующем месяце он обратился к двум масонам «ноги баранов», которых посвятили в Королевскую арку за цену баранины, но при проверке проведённой Дермоттом, они ничего не знали об этой степени. Они также утверждали, что обучаются масонскому методу достижения невидимости. В апреле Дермотт убедил своих братьев заменить законы Моргана для своих собственных лож в Дублине.

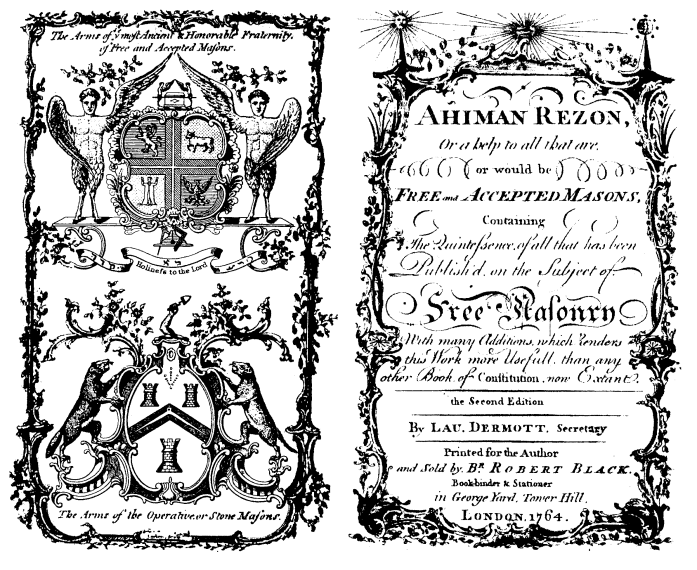
Ахиман Резон

Дермотт представил книгу конституций, с малопонятным названием «Ахиман Резон или помощь брату». Ахиман Резон была смоделирована по ирландским конституциям Спратта, которые, в свою очередь, были смоделированы по конституциям Андерсона. Вводная часть была заменена сатирическим рассказом Дермотта в котором прослеживалась история масонства от его мифологического создания в конституциях «Современных». Публикация первого издания в 1756 году, возможно, была отложена до тех пор, пока общество не нашло благородного спонсора в качестве великого мастера. Он появился в виде графа Блессингтона, который уже занимал должность великого мастера в Ирландии. Второе издание, в 1764 году, сравнивало древние обычаи ДВЛА с работами «Современных». Характеристика «Современных» Дермотта, носит скучный и сатирический характер, и с каждым последующим изданием, при его жизни, больше выражается презрения накладывается обществу, которое отклоняется от установленных ландмарок ордена и чьими величайшими масонскими символами были нож и вилка. После его смерти, в 1791 году, последовательные редакторы Ахимана Резона постепенно удалили оскорбления.
Ахиман Резон оказался популярным, а «Древние» процветали. Они были признаны великими ложами Ирландии и Шотландии, которые с подозрением смотрели на нововведения «Современных». Низкая точка в отношениях между «Древними» и «Современными» была достигнута в 1770-х годах, когда Уильям Престон, а затем помощник великого секретаря «Современных», попытались отравить отношения между «Древними» и Великой ложей Шотландии.
После смерти Дермотта две великие ложи медленно двинулись к союзу. Необходимость единства была подчеркнута во время наполеоновских войн, когда лидеры «Древних», «Современных» и Великой ложи Шотландии действовали сообща, чтобы помешать своим ложам стать запрещенными организациями. Однако фактический процесс объединения не начинался до 1811 года, когда «Современные» начали административный процесс возвращения своего ритуала в форму, приемлемую для других британских великих лож. Окончательный союз был в руках двух сыновей короля, герцога Сассекского, великого мастера «Современных» и герцога Кентского. Герцог Кентский уже осуществил союз в Канаде, просто упразднив «Современных» и объединив свои ложи с «Древними». Новая великая ложа, Объединенная великая ложа Англии, сохранила инфраструктуру «Современных» и ритуал «Древних».

## Возрождение в Ланкашире
В 1823 году неправильное обращение с жалобами нескольких масонов Ланкастера привело к попытке возродить Великую ложу Древних, но под именем Великая ложа Уигана. Недоверие к ПВЛА начало возмущать масонов, и когда произошла встреча Провинциальной великой ложи в Манчестере, в 1818 году, то в конституцию были внесены поправки, которые обязывали ложи передавать обратно свой ордер, если количество членов ложи было меньше 7, вместо 5. Нежелание разрешать проводить работы лож минимальным количеством, объяснялось тем, что было невозможно ритуально открыть ложу без диаконов (экспертов), в ритуале «Современных». Дальнейшая забота была продемонстрирована, когда некоторым масонам в Бате сказали, что нежелательно создавать капитулы (королевской арки) в любом месте, равным количеству лож. А также то, что «Древние» смотрели на королевскую арку, как на четвёртую масонскую степень, из-за чего создание капитула становилось обязательным долгом каждой ложи. Эти вопросы, вызванные заботой о ползучем возвращении или даже навязывании новых правил «Современных» старым ложам «Древних», было проигнорировано великой ложей. Это привело к более строго сформулированному протесту в 1820 году. Поскольку местная провинция не справлялась с растущей враждебностью, в 1822 году 34 масона, подписавших последний документ, были приостановлены великой ложей, а одна ливерпульская ложа была закрыта. Несмотря на то, что многие из повстанцев полностью вернулись в рамки действия общего регламента, жёсткое обращение с ними вызвало поддержку у других лож на северо-западе Англии. Новая великая ложа была сформирована в Ливерпуле в 1823 году, назвав себя Великой ложей вольных и принятых каменщиков Англии в соответствии со старыми конституциями. С 1825 года она проводила свои работы только в Уигане. Поскольку первоначальный спор постепенно стал забываться, двенадцать или более лож Великой ложи Уигана были поглощены ОВЛА, хотя последние масоны не присоединялись к ОВЛА до 1913 года. Великая ложа Уигана перестала существовать, как великая ложа в 1866 году.

## Великие мастера
- 1753 — Роберт Тёрнер
- 1754—1756 — Эдуард Воган
- 1756—1760 — Уильям Стюарт, 1-й граф Блессингтона
- 1760—1766 — Томас Эрскин, 6-й граф Келли
- 1766—1770 — Томас Метью
- 1771—1774 — Джон Мюррей, 3-й герцог Атолл
- 1775—1781 — Джон Мюрей, 4-й герцог Атолл
- 1783—1791 — Рэндал Макдонелл, 6-й герцог Антрима
- 1791—1812 — Джон Мюрей, 4-й герцог Атолл
- 1813 — Эдуард Август, герцог Кентский[13]